# Johnny Sack
Pour les articles homonymes, voir Sack (homonymie).
John « Johnny Sack » Sacrimoni, interprété par Vince Curatola, est un personnage fictif de la série télévisée d'HBO Les Soprano. Il était pendant longtemps l'underboss puis le parrain de la Famille Lupertazzi.

## Biographie

### Historique
Johnny Sack apparaît a la saison 1, il est l'underboss de la famille criminelle New-yorkaise Lupertazzi, ainsi que le bras droit de son parrain Carmine Lupertazzi, pour lequel il travaille depuis des années.

### Dans la série
Après avoir découvert que Tony Soprano était le parrain de la famille DiMeo, il prendra plus d'ampleur dans la relation entre les deux familles. Dans les premières saisons, il servait surtout d'intermédiaire entre la famille DiMeo et deux familles new-yorkaises. Johnny a travaillé pour maintenir la paix avec les autres familles, pensant que la paix entre toutes les familles a conduit à une prospérité mutuellement accrue. Mais, il travaillait avant tout pour son profit personnel et celui de sa famille au détriment des autres, réclamant une part dans les coups des autres familles. Il a déjà tenté de semer la discorde dans les rangs de la famille DiMeo. Dans la saison 3 et 4, Johnny manipule Paulie Gualtieri afin de lui soutirer des informations sur la famille Dimeo, feignant de devenir son ami après que Paulie ait été mise à l'écart par Tony sur le projet de construction de l'Esplanade. Cette manipulation s'est avérée fructueuse lorsque Paulie a été emprisonnée en 2002, à une époque où il se sentait particulièrement négligé par ses amis. À cette époque, Johnny mentait à Paulie, lui disant que Carmine le tenait en haute estime et avait eu vent de ses fait d'armes dans la mafia. Tout ceci encourage Paulie à faire plus confiance à son amitié avec Johnny qu'à la loyauté de Tony. Par le biais de Paulie, Johnny a été informé de la manne immobilière et de l'escroquerie HUD, permettant à la famille Lupertazzi d'exiger un morceau de l'action parce que leurs intérêts mutuels ont rendu les deux projets possibles. C'est par ailleurs Paulie qui mettra Johnny au courant de l'insulte que Ralph a faite à sa femme. Cependant, après une rencontre fortuite avec Carmine, Paulie a découvert que Carmine ne savait même pas qui il était. Abasourdi par la tromperie de John, Paulie coupera contact et deviendra l'un de ses plus grands détracteurs.
En dépit de ça, Johnny Sack a souvent interféré dans les affaires de Carmine sous sa direction, en particulier sur ses plans apparents de nommer son fils Little Carmine comme son successeur. Sentant que sa nomination de Boss de la famille Lupertazzi lui échappe, Johnny demande à Tony à prendre des dispositions pour assassiner Carmine avant que celui-ci ne nomme officiellement son fils comme successeur, cependant, Tony a accepté l'offre de règlement de Carmine et a annulé le coup, jugeant qu'il n'était pas prudent d'assassiner le boss d'une famille concurrente. Après la mort de Carmine d'un AVC en 2004, l'équipe de Johnny s'est engagée dans une guerre acharnée contre Little Carmine pour savoir qui devait avoir la direction de la famille de New York. D'autres menaces ont été prodiguées contre la famille de Tony dans le New Jersey à la suite du meurtre non autorisé de deux des hommes de Johnny par le cousin de Tony Soprano, Tony Blundetto, au nom de Little Carmine. Après que les deux factions de New York ont subi de lourdes pertes, le conflit a pris fin lorsque Little Carmine a décidé de reconnaître la légitimité de Johnny Sack comme boss de la famille Lupertazzi. Dès son arrivée, Johnny Sack demande la mort de Tony Blundetto après que celui ait tué Joey Peeps, ainsi que Billy Leotardo, le frère de son bras droit Phil Leotardo. Mais les choses ne se déroulent pas comme prévu, Tony Soprano qui tentait de protéger son cousin de Phil Leotardo par tous les moyens, finira par lui même le tuer afin de lui épargner les souffrances que lui aurait fait endurer Phil , mais ce dernier gardera une rancœur pour ne pas avoir pu tuer lui-même Tony Blundetto et en voudra à Tony Soprano. Par la suite, Johnny sera officiellement le nouveau parrain de la famille Lupertazzi. Mais son rôle de courte durée, en effet, peu après la réconciliation entre les deux familles, une intervention du FBI à son domicile emmènera Johnny Sack en procès. Johnny gardait le contrôle de la famille Lupertazzi en prison en attendant son procès. Cependant, lors de la sixième saison, ne pouvant plus assumer son rôle de parrain à cause de son incarcération, Johnny a confié à Phil Leotardo le rôle de parrain par intérim pendant qu'il était en prison. Le beau-frère de Johnny, Anthony Infante, a servi de canal de communication pour le joindre et le mettre au courant des activités de la famille pendant qu'il était emprisonné. Sa femme Ginny, restera à ses côtés, lui rendra souvent visite en prison, mais malgré tout, derrière les barreaux, Johnny se montre de plus en plus égoïste, il se désintéresse des problèmes des autres et du business estimant que sa situation est prioritaire. Il tente malgré tout de conserver un climat stable en ordonnant à Phil de maintenir une bonne relation avec Tony afin d'éviter une nouvelle guerre. Après la mort de Dick Barone alors que Tony sortait tout juste du coma, l'organisation de blanchiment des Lupertazzi, "Cinelli Sanitation", a essayé de racheter Barone Sanitation, l'entreprise de blanchiment de Tony Soprano, à son nouveau propriétaire naïf Jason Barone. John a négocié d'âpres contrats concernant la continuité des privilèges de Tony, prétextant avoir des problèmes avec ses finances dus à son emprisonnement, après une période de tension, John finit par avoir gain de cause et Tony accepte les nouvelles conditions. Par la suite, Johnny obtiendra une libération de prison pour assister au mariage de sa fille Allegra. Cependant, il doit couvrir le coût des maréchaux américains et des détecteurs de métaux pour le mariage et serait libre pour seulement six heures maximum et sous surveillance permanente par deux agentes du FBI. Il profitera tout de même du mariage pour parler à Tony de son contrat sur la tête de Rusty Millio en lui demandant de l'organiser voire de le faire lui même, ce que Tony refusera estimant que des limites doivent être fixées. Le mariage se déroulera sans encombre mais les choses se compliquent au moment venu pour Johnny de quitter le mariage, demandant aux fédéraux de rester quelques minutes de plus le temps de voir partir sa fille avec son mari en voiture, mais les commissaires en ont décidé autrement et bloquent la voiture nuptiale avant de menotter John et de le trainer jusqu'à la voiture de police, faisant fondre celui-ci en larme à l'idée de ne pas pouvoir dire au revoir à sa fille. Plus tard, mes équipes parleront de l'incident comme un signe de faiblesse de la part du parrain, Tony fût le seul à prendre la défense de son ami, disant qu'en ce qui concerne les filles, « tous les paris sont gagnants ». Les efforts de Johnny pour garder le contrôle de sa famille se sont finalement avérés vains, Phil à la tête de la famille en remplacement de John ne prend plus la peine de passer par ce dernier pour prendre ses décisions. Après avoir brièvement parlé d'une éventuelle coopération avec le FBI pour réduire sa peine, rejeté par Sack, son avocat, Ron Perse, a conclu un accord de plaidoyer pour bon nombre de ses biens qui aurait pour effet de laisser sa femme sans ressources et à la rue sans aucun bien. Face à cette saisie massive de biens, John décide de plaider coupable à 47 chefs-d'accusations et écopera d'une condamnation à 15 ans de prison et 4,1 millions d'euros d'amende. Il espère ainsi mettre sa femme à l'abri du besoin durablement, mais se voit contraint de renoncer définitivement à sa place de parrain. Dans le cadre de l'accord, il devait également admettre qu'il était impliqué dans le crime organisé. Bien qu'il n'ait révélé le nom d'aucun associé, son aveu a mis en colère les membres des familles Soprano et Lupertazzi qui pensaient que John aurait dû être jugé avant d'avouer ses crimes. Johnny, qui purge actuellement 15 ans de prison fédérale, était désormais considéré comme définitivement écarté des affaires parmi ses anciens associés. Pendant son incarcération, Johnny a développé un cancer des poumons, diagnostiqué trop tard pour le soigner. Il mourut en prison des suites de son cancer. Une photo de Johnny a été placée à côté des portraits de Carmine Lupertazzi Sr. et de Billy Leotardo sur le mur du club social de John, maintenant propriété de Phil pour commémorer sa mémoire.